# 洛根·坎贝尔
洛根·坎贝尔（英語：Logan Campbell，1987年10月12日—），加拿大男子帆船运动员。他曾代表加拿大参加2012年和2016年夏季残疾人奥林匹克运动会帆船比赛，其中2016年夏季残奥会获得一枚铜牌。